# Полтавская гравиметрическая обсерватория
Полтавская гравиметрическая обсерватория Института геофизики имени С. И. Субботина НАН Украины (ПГО) основана в 1926 году в Полтаве. Является ассоциативным членом Украинской астрономической ассоциации.

## История обсерватории
В 1926 году в Полтаве на территории бывшей усадьбы художника Г. Г. Мясоедова (ул. Мясоедова, № 27/29) была открыта Полтавская гравиметрическая станция.
Целью деятельности обсерватории при её создании было решение комплекса задач астрономо-геодезического и геофизического характера, направленных на изучение Земли как планеты, а также выявление месторождений полезных ископаемых. Кроме этого, перед учеными стоял и ряд задач фундаментального характера, а именно: изучение земных приливов, то есть деформаций, возникающих в твердом теле Земли под воздействием Луны и Солнца, а также изучение вращательного движения Земли с помощью астрономических наблюдений.
14 июля 1927 года на станции были установлены два мощных маятника и телескоп для ведения астрономических исследований. Работы по установке и отладке нового оборудования проходили при участии сотрудников Казанской обсерватории.
В 1926—1938 гг. сотрудники обсерватории определили ускорение силы тяжести в 500 пунктах УССР, в результате была создана гравиметрическая карта территории республики (которая применялась в определении месторождений полезных ископаемых).
До 1938 года находилась в системе Украинской палаты мер и весов, а затем перешла в ведение АН УССР как самостоятельное научное учреждение.
С 1939 года обсерватория начала вести наблюдение двух ярких зенитных звёзд, одновременно с геофизическими работами велись астрономические наблюдения за изменением широты и теоретические исследования особенностей вращения Земли.
После начала Великой Отечественной войны в связи с приближением к городу линии фронта сотрудники Полтавской обсерватории вместе с зенит-телескопом были эвакуированы в Иркутск на базу Иркутской обсерватории.
С 1948 г. в обсерватории были возобновлены исследования приливных деформаций Земли, направленные на изучение внутреннего строения и динамики земной коры (эти работы активизировались в 1957—1959 гг. в связи с участием обсерватории в выполнении программы Международного геофизического года).
В послевоенные годы проведены гравиметрические наблюдения во многих пунктах Украины, что позволило уточнить некоторые важные геофизические параметры.
С 1964 г. обсерватория вошла в состав Института геофизики им. С. И. Субботина АН УССР на правах филиала.
По состоянию на начало 1982 года, оборудование обсерватории включало два зенит-телескопа, рефрактор АВР-2, призменную астролябию, высокоточные гравиметры и горизонтальные маятники. Сотрудники обсерватории осуществляли издание межведомственного научного сборника «Вращение и приливные деформации Земли».
С 21 сентября по 3 октября 1986 года в Полтаве прошла II-я Орловская научная конференция, посвящённая 60-летнему юбилею единственной в СССР гравиметрической обсерватории.
Впервые в мире по астрономическим наблюдениям Полтавской гравиметрической обсерватории исчислена суточная нутация, что подтвердило наличие жидкостного ядра Земли.
В последние годы наряду с традиционными темами обсерватория начала развивать новые направления: исследования приливных и неприливных деформаций земной коры для прогноза землетрясений, изучение техногенных деформаций. Наблюдения ведутся с помощью радиотелескопов «УРАН-2», которые могут работать в дециметровом диапазоне волн круглосуточно. Они установлены в 30 км от Полтавы. Совокупность этих научных приборов создает антенное поле. Полтавские инструменты включены в систему радиотелескопов Украины. Геофизические полигоны находятся под Судеевкой, Степановкой и в других населенных пунктах Полтавской области.
Полтавская обсерватория занимается не теоретической частью астрономических открытий, а работает в практической сфере — для исследований и сбора информации. Например, наблюдением уже известных звёзд для того, чтобы определить перемещения полюса Земли. Недавно глобальный пункт определения географических координат был установлен в Полтавской обсерватории. Важную роль в этой области играют технологии GPS-наблюдения. Все данные обрабатываются на месте и направляются в Киев. Рабочие помещения обсерватории оснащены зенит-телескопами ЗТЛ-180 и Цейса. Один из павильонов — демонстрационный, то есть предназначен для любительских наблюдений посетителей.
В разные годы в Полтавской гравиметрической обсерватории работали известные советские ученые: член-корреспондент АН СССР, академик АН УССР, заслуженный деятель науки УССР А. Я. Орлов (в 1926—1934 и 1938−1951 гг. — директор), академик АН УССР лауреат Государственной премии УССР Е. П. Федоров (работал в 1947—1959 гг.), академик АН УССР Я. С. Яцкив (работал в 1960—1962 гг.), член-корреспондент АН УССР, заслуженный деятель науки УССР З. Н. Аксентьева (в 1951—1969 гг. — директор, скончалась в Полтаве).
На фасаде здания обсерватории установлена мемориальная доска А. Я. Орлову.

## Инструменты обсерватории
- гравиметры GS-11 та GS-12
- наклономеры
- GPS  приемник Leica GR10
- 2 полноповоротных купола (на спутниковых снимках видно 3 купола)
- зенит-телескоп ЗТЛ-180 (D = 180 мм, F = 2360 мм)
- зенит-телескоп Цейса (D = ? мм, F = ? мм)
- рефрактор АВР-2 (D = 200 мм, F = 2800 мм)
- 160-миллиметровый рефрактор (D = 160 мм, F = ? мм)

Загородный филиал (21 км от Полтавы):
- На загородном здании обсерватории есть 2 полноповоротных купола
- Радиотелескоп «УРАН-2» (декаметровый диапазон волн; установлены в 30 км от Полтавы; 1992 год)

## Отделы обсерватории
- Отдел геодинамики
- Радиотелескоп УРАН-2

## Направления исследований
- Гравиметрия
- Изучение динамики земной коры и ускорения силы тяжести на основании геодезических и геофизических измерений (GPS-станция — наблюдения движения континентальной плиты)
- Выявление природных подземных ресурсов (залежи полезных ископаемых)
- Изучение техногенных деформаций
- Исследования приливных и неприливных деформаций земной коры для прогноза землетрясений
- Изучение источников космического радиоизлучения в декаметровом диапазоне радиоволн.
- Изучение вращательного движения Земли и связанных с ним геодинамических явлений методами космической геодезии и оптической астрометрии
- Комплекса задач астрономо-геодезического и геофизического характера
- Наблюдения движений полюсов Земли
- Астрономические наблюдения за изменениями широты

## Достижения
- Впервые в мире по астрономическим наблюдениям Полтавской гравиметрической обсерватории исчислена суточная нутация, что подтвердило наличие жидкостного ядра Земли.[8]
- На основании многолетних наблюдений динамики земной поверхности разработана методика прогнозирования сезонных вертикальных движений слоев грунтов исключительно по данным атмосферных осадков.
- Полтавский ряд наблюдений ярких звезд не имеет аналогов в мировой практике широтных наблюдений.

## Руководители обсерватории
- 1926—1934 — Орлов, Александр Яковлевич (организатор и первый директор обсерватории)
- 1934—1937 — Нечипоренко, Петр Кириллович
- 1938—1951 — Орлов, Александр Яковлевич − 2-й срок
- 1951—1969 — Аксентьева, Зинаида Николаевна
- 1969—1983 — Панченко, Николай Иванович[9]
- 1983—2016 — Булацен, Валентин Гаврилович[10]
- с 2017 года — Лубков, Михаил Валерьевич

## Известные сотрудники
- А. Я. Орлов
- Е. П. Федоров
- Я. С. Яцкив
- З. Н. Аксентьева
- С. В. Дроздов[11]
- Н. А. Попов
- Б. Ф. Синческул

## Адрес обсерватории
- Основное здание обсерватории: Украина, 36014 г. Полтава, ул. Мясоедова № 27/29[12]
- Загородный филиал «УРАН-2» в 21 км от Полтавы: в селе Степановка Полтавского района (49°38’СШ; 34°50’ВД)

## Интересные факты
- Радиотелескоп «УРАН-2» является вторым в мире по чувствительности в декаметровом диапазоне волн инструментом[источник не указан 4325 дней]
- На широте обсерватории в зените проходят две яркие звезды (Альфа Персея и Эта Большой Медведицы), которые можно наблюдать и ночью, и днём, а такие наблюдения были особенно важны для изучения короткопериодических колебаний широт и движения полюса Земли — в этом заключались косвенные методы изучения упругих деформацией Земли.[13]